# ゴールデン・チャリオット
ゴールデン・チャリオット（英語：The Golden Chariot）は、インドで最初に登場した豪華観光列車のパレス・オン・ホイールズに倣い、カルナータカ州観光の振興のためにインド鉄道により運行が開始された観光列車。同州の州都であるベンガルールを発着する。
ゴールデン・チャリオットという名称は、カルナータカ州にある世界遺産のハンピ遺跡にある、石でできた戦車の名から取っている。現在、ゴールデン・チャリオットは、「Pride of the South」と「Splendor of the South」という2種類のツアーを提供している。「Pride of the South」では、カルナータカ州の各地にある史跡や国立公園を、旅行添乗員付きで回ることができる。「Splendor of the South」では、タミル・ナードゥ州とケーララ州の各地にある史跡や国立公園を、同じく旅行添乗員付きで回ることができる。
11両編成で運行し、それぞれの車両はかつてカルナータカ州を拠点とした諸王国にちなんだ名前が付けられている。1両目から、カダンバ、ホイサラ、ラーシュトラクータ、ガンガ、チャールキヤ、バフマニー、アーディルシャーヒー、サンガマ、サータヴァーハナ、ヤドゥクラ、ヴィジャヤナガル、である。レストランは「ナラ」と「ルチ」のふたつあり、バーやテレビ・ビデオ鑑賞設備、本棚、アーユルヴェーダマッサージとスパ、ジムがある。

## 運行

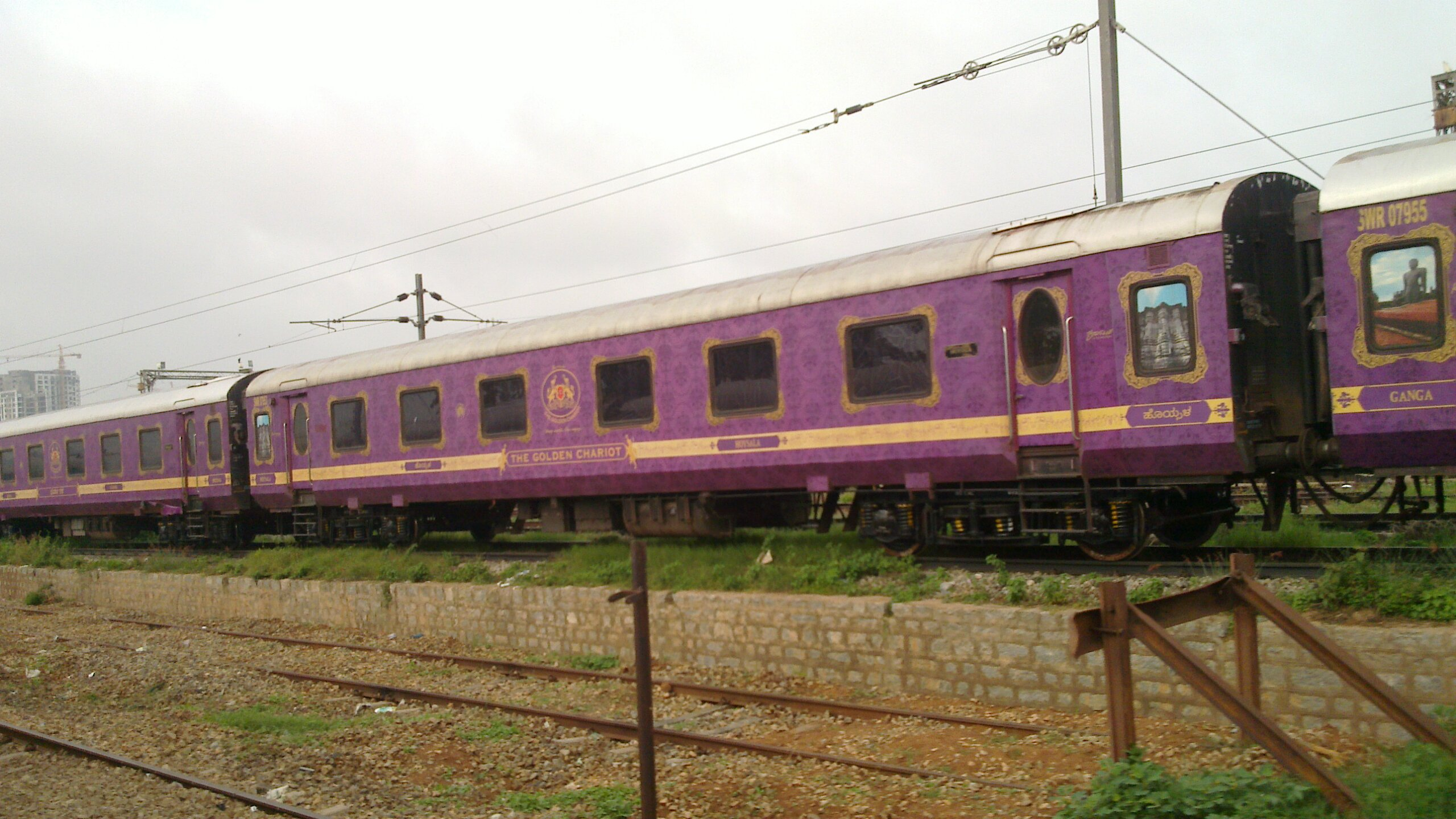
The Golden Chariot, as seen near Arsikere

- 「Pride of the South」（7泊）

（カルナータカ州）ベンガルール→カビニ川・バンディプル国立公園→マイスール→ハーサン→ホーサペーテ→バーダーミ→ゴア→ベンガルール
（ベンガルールに戻らず、ゴアのヴァスコ・ダ・ガマ駅で終着とする旅程も用意されている。その場合、6泊のみである。）
- 「Splendor of the South」（7泊）

（カルナータカ州）ベンガルール→（タミル・ナードゥ州）チェンナイ→マハーバリプラム→（連邦直轄区）プドゥッチェーリ→（タミル・ナードゥ州）ティルッチラーッパッリ→タンジャーヴール→マドゥライ→（ケーララ州）ティルヴァナンタプラム→コッチ→（カルナータカ州）ベンガルール